# Cap de l'Estat Major de l'Armada (Espanya)
L'Almirall Cap d'Estat Major de l'Armada (AJEMA), amb freqüència Cap de l'Estat Major de l'Armada, és l'òrgan unipersonal de l'Armada d'Espanya que té encomanat, sota l'autoritat del ministre de Defensa, el comandament de la branca marítima de les Forces Armades. El nomenament habitualment recau en un almirall del Cos General de l'Armada i, des de l'any 1999, porta aparellat l'ascens a l'ocupació d'almirall general.
Des del 31 de març de 2017, l'almirall general Teodoro Esteban López Calderón ostenta la prefectura de l'Estat Major de l'Armada.

## Funcions
Les funcions més importants de l'Almirall Cap de l'Estat Major de l'Armada, recollides en el Títol I del Reial decret 872/2014, de 10 d'octubre, sobre l'organització bàsica de les Forces Armades, són les següents:
- Assessora al Ministre de Defensa en la preparació, adreça i desenvolupament en totes les qüestions de la política del Ministeri que afectin a l'Armada.
- Assessora al Cap d'Estat Major de la Defensa en aspectes relatius a la de la branca marítima de les FAS.
- Assessora al Secretari d'Estat de Defensa a la planificació i direcció de la política econòmica, d'armament i material, d'infraestructura i dels sistemes d'informació i telecomunicacions i de la seguretat de la informació en el si de l'Armada.
- Assessora al Subsecretari de Defensa en el planejament, direcció i inspecció de la política de personal i ensenyament, col·laborant amb el Subsecretari en el seu desenvolupament i informant-l'ho de la seva aplicació.
- És responsable de la instrucció, ensinistrament, suport logístic en l'Armada, garantint l'adequada preparació de la Força de la marina de guerra per a la seva posada a la disposició de l'estructura operativa de les Forces Armades.
- Desenvolupa la doctrina militar i organització dins de l'Armada, ajustant-se al que es disposa pel Ministre de Defensa.
- Vetlla pels interessos generals del personal militar sota el seu comandament, tutelant el règim de drets i llibertats derivat de la norma constitucional i les lleis.

Dirigeix la gestió de personal de l'Armada, vetllant per la moral, motivació, disciplina i benestar del personal.

## Titulars
| Des de                             | Fins a                             | Nom                                       | Notes                                                                                              |
| ---------------------------------- | ---------------------------------- | ----------------------------------------- | -------------------------------------------------------------------------------------------------- |
| 14 de juliol de 1895               | 19 de març de 1896                 | Zoilo Sánchez de Ocaña y Vieitiz          | |
| 19 de març de 1896                 | 22 d'octubre de 1896               | Fernando Martínez de Espinosa y Echeverri | |
| 22 d'octubre de 1896               | 1 d'abril 1897                     | Segismundo Bermejo y Merelo               | Ministre de Marina (1897-1898)                                                                     |
| 20 d'agosto de 1897                | †9 de agosto de 1898               | Ismael Warleta Ordovás                    | |
| 30 de març de 1899                 | 17 de gener de 1908                | Manuel Mozo y Díaz Robles                 | |
| 17 de gener de 1908                | 10 de juny de 1909                 | Federico Estrán y Justo                   | |
| 10 de juny de 1909                 | 19 d'abril de 1910                 | José de la Puente y Bassave               | |
| 19 d'abril de 1910                 | 27 de setembre de 1912             | Joaquín María de Cincúnegui y Marco       | |
| 27 de setembre de 1912             | 4 de juliol de 1913                | Francisco Chacón y Pery                   | |
| 5 de juliol de 1913                | 5 de septiembre de 1914            | Antonio Perea y Orive                     | |
| 5 de setembre de 1914              | 19 de gener de 1915                | Orestes García de Paadín y García         | |
| 19 de gener de 1915                | 23 de març de 1918                 | José Pidal Rebollo                        | Ministre de Marina (1911-1912 i 1918) Capità General de l'Armada (Ad honorem) (1918-† 1920)        |
| 24 de març de 1918                 | 21 de novembre de 1919             | Adriano Sánchez Lobatón                   | |
| 21 de novembre de 1919             | 13 de maig de 1920                 | José María Chacón Pery                    | Ministre de Marina (1918-1919) Capità General de l'Armada (Ad honorem) (1920-† 1922)               |
| 13 de maig de 1920                 | † 2 de febrer de 1924              | Gabriel Antón Iboleón                     | |
| 8 de febrer de 1924                | 10 de juny de 1924                 | Ignacio Pintado Gough                     | |
| 10 de juny de 1924                 | 4 de maig de 1927                  | Juan Carranza y Garrido                   | |
| 4 de maig de 1927                  | 28 de noviembre de 1927            | José Rivera Álvarez de Canero             | |
| 28 de novembre de 1927             | 21 d'agost de 1931                 | Juan Cervera Valderrama                   | |
| 25 de setembre de 1931             | 19 de julio de 1936                | Francisco Javier de Salas González        | Inspector General de l'Armada Ministre de Marina (3 d'abril–6 de maig y 14–30 de desembre de 1935) |
| Començament de la Guerra Civil     |                                    |                                           | |
| 19 de juliol-2 de setembre de 1936 | 19 de juliol-2 de setembre de 1936 | Vacant                                    | Vacant                                                                                             |
| 2 de septiembre de 1936            | 27 de octubre de 1937              | Miguel Buiza Fernández-Palacios           | Designat Comandant de la Marina de la República                                                    |
| 27 d'octubre de 1937               | 8 de gener de 1939                 | Luis González de Ubieta                   | Designat Comandant de la Marina de la República                                                    |
| 8 de gener-5 de març de 1939       | 8 de gener-5 de març de 1939       | Miguel Buiza Fernández-Palacios (2n cop)  | Designat Comandant de la Marina de la República                                                    |
| 28 d'octubre de 1936               | 1 de abril de 1939                 | Juan Cervera Valderrama (2a vegada)       | Almirall Cap de l'Estat Major Central de l'Armada                                                  |
| Final de la Guerra Civil           |                                    |                                           | |
| 1 d'abril de 1939                  | 16 d'agost de 1939                 | Juan Cervera Valderrama                   | |
| 16 d'agost de 1939                 | 23 de setembre de 1942             | Estat Major del Ministeri de Marina       | Estat Major del Ministeri de Marina                                                                |
| 23 de setembre de 1942             | 26 de març de 1951                 | Alfonso Arriaga Adam                      | |
| 26 de març de 1951                 | 17 d'octubre de 1952               | Rafael Estrada Arnaiz                     | |
| 24 d'octubre de 1952               | 26 de juliol de 1956               | Juan Pastor Tomasety                      | Ministre de Marina (1952- 1956) Cap de l'Estat Major de l'Armada Procurador en Corts               |
| 21 d'agost de 1956                 | 25 de febrer de 1957               | Felipe José Abárzuza y Oliva              | Ministre de Marina (1957-1962)                                                                     |
| 4 de maig de 1957                  | 17 de gener de 1963                | Santiago Antón Rozas                      | |
| 17 de gener de 1963                | 10 d'agost de 1963                 | Jerónimo Bustamante de la Rocha           | |
| 10 d'agost de 1963                 | 25 de febrer de 1966               | Fernando Meléndez Bojaro                  | |
| 26 de febrer de 1966               | 6 de maig de 1967                  | Rafael Fernández de Bobadilla y Ragel     | |
| 6 de maig de 1967                  | 29 d'octubre de 1969               | Adolfo Baturone Colombo                   | Ministre de Marina (1969-1973)                                                                     |
| 7 de novembre de 1969              | 7 de juliol de 1972                | Enrique Barbudo Duarte                    | |
| 7 de juliol de 1972                | 22 de juny de 1973                 | Gabriel Pita da Veiga y Sanz              | Ministre de Marina (1973-1977)                                                                     |
| 22 de juny de 1973                 | 27 de setembre de 1975             | José Ramón González López                 | |
| 27 de setembre de 1975             | 19 de novembre de 1977             | Carlos Buhigas García                     | Almirall general a títol pòstum (21 de maig de 1999)                                               |
| 23 de novembre de 1977             | 15 de gener de 1982                | Luis Arévalo Pelluz                       | Almirall General a títol pòstum (21 de maig de 1999)                                               |
| 15 de gener de 1982                | 11 de gener de 1984                | Saturnino Suanzes de la Hidalga           | Almirall General Ad honorem (Des del 21 de maig de 1999)                                           |
| 11 de gener de 1984                | 31 d'octubre de 1986               | Guillermo Salas Cardenal                  | Almirall General a títol pòstum (21 de maig de 1999)                                               |
| 31 d'octubre de 1986               | 18 de maig de 1990                 | Fernando María Nárdiz Vial                | Almirall General Ad honorem (Des del 21 de maig de 1999)                                           |
| 18 de maig de 1990                 | 14 de febrer de 1994               | Carlos Vila Miranda                       | Almirall General Ad honorem (Des del 21 de maig de 1999)                                           |
| 14 de febrer de 1994               | 27 de juny de 1997                 | Juan José Romero Caramelo                 | Almirall General Ad honorem (Des del 21 de maig de 1999)                                           |
| 27 de juny de 1997                 | 15 de desembre de 2000             | Antonio Moreno Barberá                    | Almirall General (Des del 21 de maig de 1999) Cap d'Estat Major de la Defensa (2000-2004)          |
| 16 de desembre de 2000             | 30 de abril de 2004                | Francisco José Torrente Sánchez           | Almirall General                                                                                   |
| 30 d'abril de 2004                 | 18 de juliol de 2008               | Sebastián Zaragoza Soto                   | Almirall General                                                                                   |
| 18 de juliol de 2008               | 27 de juliol de 2012               | Manuel Rebollo García                     | Almirall General                                                                                   |
| 27 de juliol de 2012               | 31 de març de 2017                 | Jaime Muñoz-Delgado y Díaz del Río        | Almirall General                                                                                   |
| 31 de marzo de 2017                | en el càrrec                       | Teodoro E. López Calderón                 | Almirall General                                                                                   |